# Kluczkowo

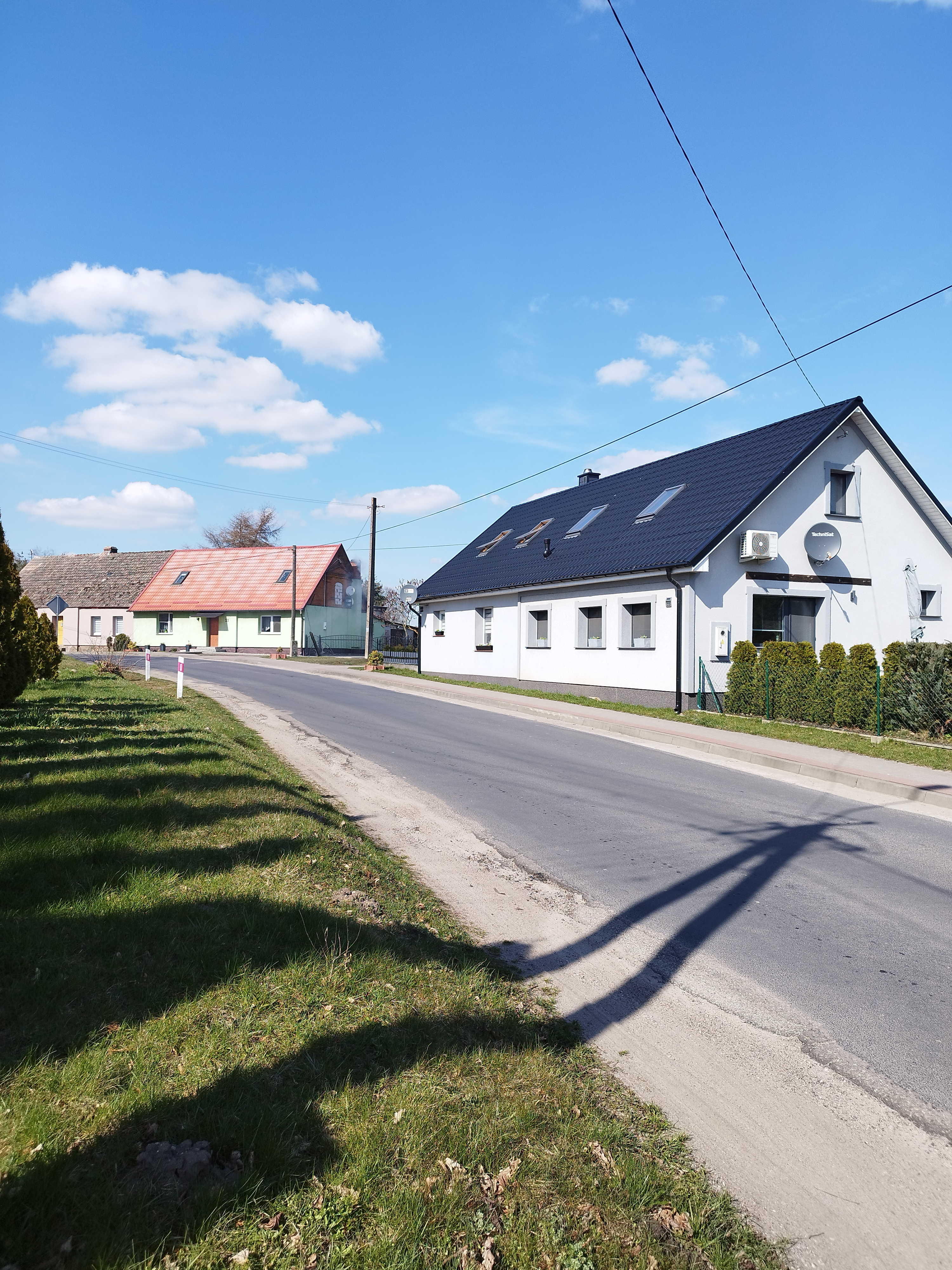
Straße in Kluczkowo

Kluczkowo (deutscher Name Klützkow) ist ein Dorf in der polnischen Woiwodschaft Westpommern und gehört zur Gmina Świdwin (Schivelbein) im Kreis Świdwin.

## Geografische Lage
Kluczkowo liegt sieben Kilometer südöstlich von Świdwin an einer Nebenstraße nach Bierzwnica (Reinfeld) und Gawroniec (Gersdorf). Der Flusslauf der Rega bildet die östliche Ortsgrenze.

## Geschichte
Klützkow mit Charlottenhof und Klützkower Mühle (polnisch: Kluczkówko) wird im neumärkischen Landbuch im Jahre 1337 als Clocktzow genannt und befand sich im Besitz von Seg. de Voltzikow. 1447 erwarb das Kartäuserkloster Schivelbein einen Teil des Dorfes und erhielt hier das Kirchenpatronat.
Im Jahre 1602 ist Klützkow im Besitz des Junkers Henning Reich, 1621 kauft es Lorenz von Wachholz auf Dargislaff, 1651 sind dessen Söhne Vincent Henning und Hans Christof Eigentümer, und 1784 ist es im Besitz von Gans Edler zu Putlitz.
Im Jahre 1843 hat Klützkow 270 Einwohner, 1939 sind es 405 in 95 Haushaltungen. Die Gemeindefläche betrug 1464 Hektar und wurde von 45 bäuerlichen Betrieben bewirtschaftet.
Das Gut war vor 1945 im Besitz von Paul Müller. Charlottenhof gehörte Friedrich Wilhelm Schlotte.
Bürgermeister waren bis 1944 Reinhold Schulz, von 1944 bis 1945 Paul Müller und wiederum Reinhold Schulz. Mit den Gemeinden Gumtow, Repzin und Wartenstein gehörte Klützkow zum Amts- und Standesamtsbezirk Langenhaken.
Er lag bis zur Kreisreform 1932 im Kreis Schivelbein, der dann im Landkreis Belgard (Persante) aufging. Das zuständige Amtsgericht war in Schivelbein.
Die Besetzung des Ortes durch russische Truppen am 5. März 1945 vollzog sich nach schweren Kämpfen. Etwa 120 tote deutsche Soldaten und Zivilisten wurden in einem Massengrab auf dem Klützkower Friedhof nahe der Leichenhalle beigesetzt. Etwa 1000 Gefangene traten von Klützkow aus den Weg in die Gefangenschaft an. 
Im August 1945 begann die Vertreibung der deutschen Bevölkerung. Klützkow kam in polnische Hand und gehört heute als Kluczkowo zur Gmina Świdwin im wieder neu gebildeten Kreis Schivelbein.

## Kirche

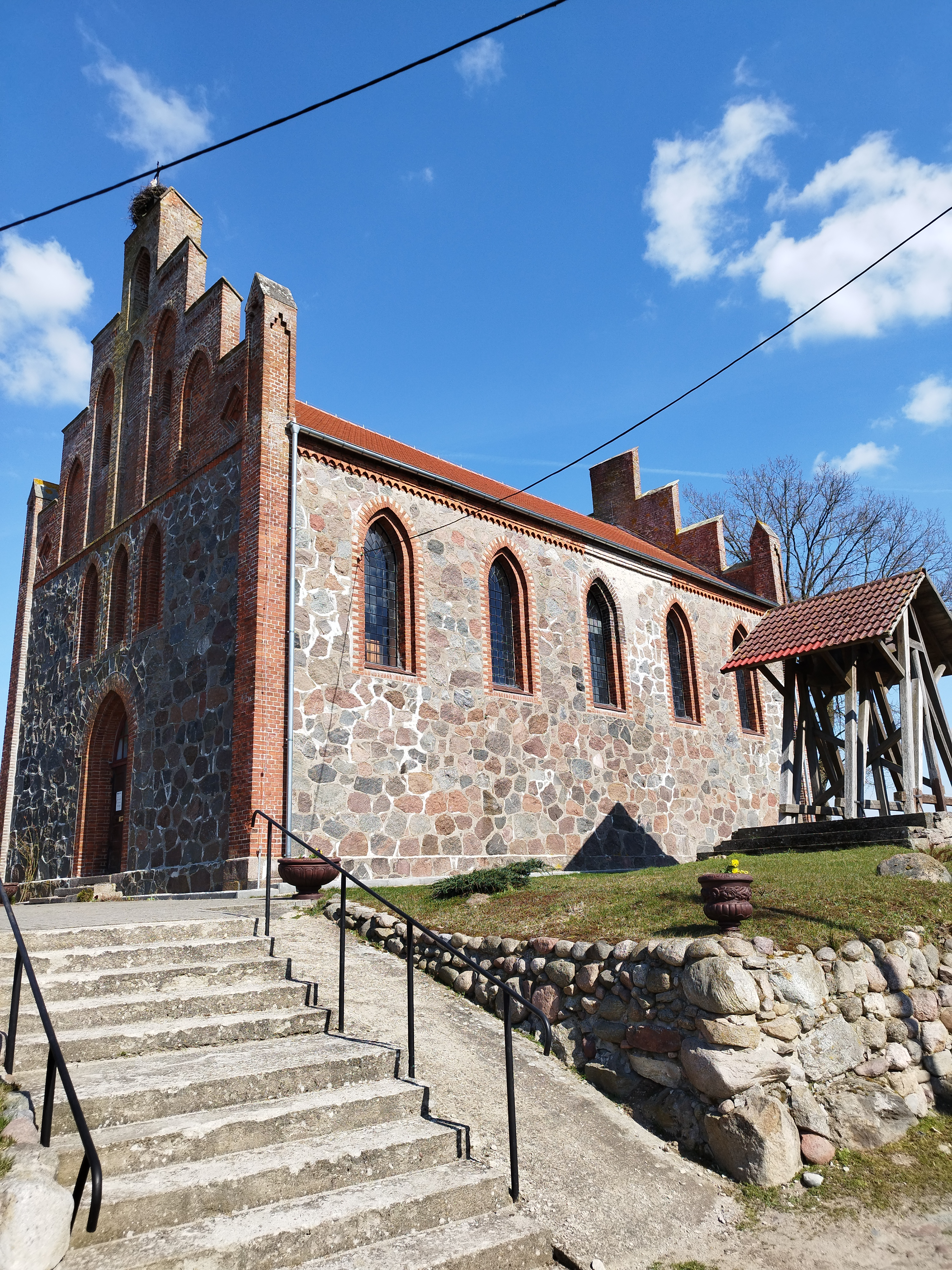
Kirche in Kluczkowo

### Kirchengemeinde
Klützkow war im 14. Jahrhundert Mutterkirche mit der Tochtergemeinde Simmatzig. In nachreformatorischer Zeit bildete Klützkow dann eine selbständige Kirchengemeinde im Verbund des Kirchspiels Reinfeld. Gumtow und Charlottenhof gehörten zur Kirchengemeinde Klützkow, die im Jahre 1940 insgesamt 850 Gemeindeglieder zählte. Sie war Teil des Kirchenkreises Schivelbein in der Kirchenprovinz Pommern der evangelischen Kirche der Altpreußischen Union.
Heute gehört Kluczkowo zum Kirchspiel Koszalin (Köslin) in der Diözese Pommern-Großpolen der polnischen Evangelisch-Augsburgischen Kirche.

### Dorfkirche
Die Klützkower Kirche stammt aus dem Jahre 1856. Sie wurde aus Findlingen und Ziegel mit polygonalem Chorabschluss ohne Turm errichtet. Die beiden Giebel sind stufenförmig über das Dach hochgezogen. Neben dem Gotteshaus steht ein Glockenstuhl.

## Schule
An der Dorfschule unterrichtete vor 1945 als letzter deutscher Lehrer Fritz Ristow, der zugleich das Organistenamt innehatte.